# Bôcher Memorial Prize
De Bôcher Memorial Prize werd in 1923 ingesteld door de American Mathematical Society ter nagedachtenis aan Maxime Bôcher met een aanvangskapitaal van 1450 dollar (bijgedragen door de leden van het genootschap). De prijs wordt elke vijf jaar toegekend voor een opmerkelijke onderzoeksverhandeling op het gebied van de analyse, dat in de afgelopen zes jaar is verschenen in een toonaangevend Noord-Amerikaanse wiskundig tijdschrift of dat is geschreven door een lid van het genootschap. Deze bepaling, ingevoerd in 1971 en gewijzigd in 1993, is een liberalisering van de voorwaarden van de prijs. De huidige prijs is 5.000 dollar.

## Winnaars
- 1923 George David Birkhoff
- 1924 Eric Temple Bell, Solomon Lefschetz
- 1928 James W. Alexander
- 1933 Marston Morse, Norbert Wiener
- 1938 John von Neumann
- 1943 Jesse Douglas
- 1948 Albert Schaeffer, Donald Spencer
- 1953 Norman Levinson
- 1959 Louis Nirenberg
- 1964 Paul Cohen
- 1969 Isadore Singer
- 1974 Donald Samuel Ornstein
- 1979 Alberto Calderón
- 1984 Luis Caffarelli
- 1984 Richard Melrose
- 1989 Richard Schoen
- 1994 Leon Simon
- 1999 Demetrios Christodoulou, Sergiu Klainerman, Thomas Wolff
- 2002 Daniel Tătaru, Terence Tao, Lin Fanghua
- 2005 Frank Merle
- 2008 Alberto Bressan, Charles Fefferman, Carlos Kenig
- 2011 Assaf Naor, Gunther Uhlmann
- 2014 Simon Brendle
- 2017 András Vasy
- 2020 Camillo De Lellis, Lawrence Guth, Laure Saint-Raymond
- 2023 Frank Merle, Pierre Raphaël, Igor Rodnianski, Jérémie Szeftel